# Alev Croutier
Alev Lytle Croutier (Esmirna, 14 de febrero de 1944) conocida en Turquía como Alev Aksoy Croutier, es una escritora turca que vive en San Francisco, Estados Unidos. Sus libros han sido traducidos a 22 lenguas.  Es la autora de la crónicas Harem: el Mundo detrás del Velo y Tomando las Aguas y de las novelas El Palacio de Lágrimas, Los Palacios de la Memoria, y La Tercera Mujer.

## Carrera
Estudió Literatura Comparada en Robert College en Estambul, y dejó Turquía a la edad de 18 en 1963 para estudiar Historia de Arte en Oberlin College en los EE. UU. Ha enseñado en Dartmouth, Goddard, y en la Universidad Estatal de San Francisco, da conferencias en universidades, museos, bibliotecas, y conferencias sobre Orientalismo, mujeres de Oriente Medio , harénes, y Turquía.
Croutier cofundó la editorial  Mercury House de San Francisco en 1986 y ha trabajado como editora ejecutiva casi una década.

### Películas
Antes de ser escritora, Croutier era guionista y filmó documentales en Japón, Turquía, Europa, y los EE. UU. Ganó una Beca Guggenheim por su guion de 1980 para la película Tell Me a Riddle basada en el relato de Tillie Olsen.

### Premios
Ha recibido el Women´s Political Caucus, el McGrew Hill Film Award y el Premio Hijas de Atatürk 2000.

## Libros
Su primer libro de no ficción, Harén: El Mundo Detrás del Velo, fue publicado por Abbeville Press en 1989. La abuela de Croutier creció en un harén turco en Macedonia. The New York Times dijo que "Este libro es una Delicia turca perfumada.” Y el Boston Globe: “Un libro de sorprendente belleza.”
Su segundo libro de no ficción, Tomando las Aguas: Espíritu, Arte, Sensualidad, publicado en 1992 por Abbeville, era una exploración del terapéutico y social poder del agua.
Los Palacios de la Memoria, su segunda novela, tomó siete años para escribirlo y fue publicado en 2002, provocando comparaciones con Gabriel García Márquez, Carlos Fuentes, e Isabel Allende. Allende alabó a Croutier, "hilada como un intrincado tapiz de historia y ficción" La Crónica de San Francisco dijo que "su medida prosa es artístico y sensual."
Su novela para lectores jóvenes, Leyla: El Tulipán Negro, estuvo publicado en 2003 como parte de la serie de Chica americana junto con una muñeca turca histórica producida por Mattel.